# Barrio Parque Palihue

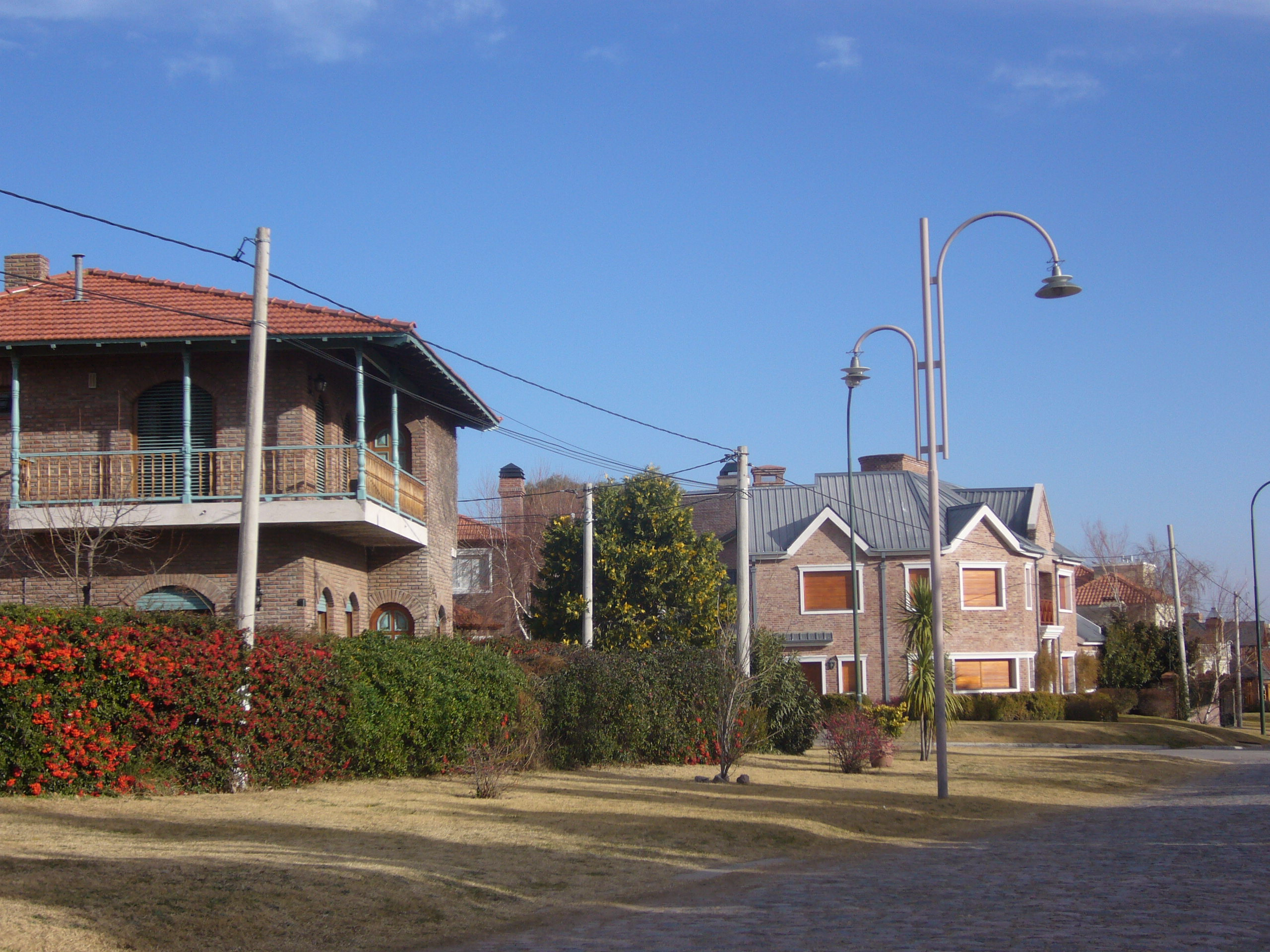
Vista del barrio

El Barrio Parque Palihue, conocido también como Barrio Palihue, es un barrio residencial de clase alta de la ciudad de Bahía Blanca, al sur de la provincia de Buenos Aires, Argentina.

## Historia
El Barrio Palihue debe su origen y su nombre al Club de Golf emplazado en terrenos aledaños al mismo barrio, y proyectado por el arquitecto Manuel Mayer Méndez hacia el año 1940, a pedido también de uno de los fundadores del Club de Golf, Don León De Iraeta. 
La institución deportiva fue bautizada con el nombre Palihue, derivado de dos palabras mapuches en idioma mapudungun: pali, bola utilizada para el juego de la chueca o palín, y hue, "lugar", por la cancha donde se practicaba. Debido a la relativa similitud entre el juego de la chueca y el introducido por los ingleses, se decidió darle ese nombre al nuevo club de golf.
El mismo buscó dos socios más, el Dr. Bagur y Don Arrizabalaga que aportaron su capital para la compra del terreno y el pago del proyecto 
En 1946, Mayer Méndez emprendió el proyecto de un barrio lindero, que llevaría el mismo nombre "Barrio Parque Palihue"
La zona de barrio ha sido definida en el Código de Construcción de la ciudad como un área de vivienda unifamiliar, de baja densidad, con traza de barrio-parque y características de tejido abierto. 
Uno de los aspectos más interesantes del plan llevado a cabo por Mayer Méndez, fue el de la legislación barrial, mediante la cual, a través de varias cláusulas tendientes al uso del suelo residencial, la prohibición de actividades comerciales y la normativa de las construcciones a edificar, ha sido posible mantener de forma coherente el crecimiento lógico del lugar. Lo que se hizo mediante el compromiso señalado en la propia escritura de dominio, luego con los años se logró que se reconociera mediante ordenanza municipal. La empresa constructora PIRCA se alió al proyecto construyendo los primeros chalets, los que fueron rápidamente colocados, singularmente la mayoría fueron adquiridas por aviadores navales de la recientemente inaugurada Base Aeronaval Comandante Espora, lo que sirvió de aliciente para que los particulares bahienses que adhirieron al proyecto, fueran también realizando sus propias construcciones.

## El barrio

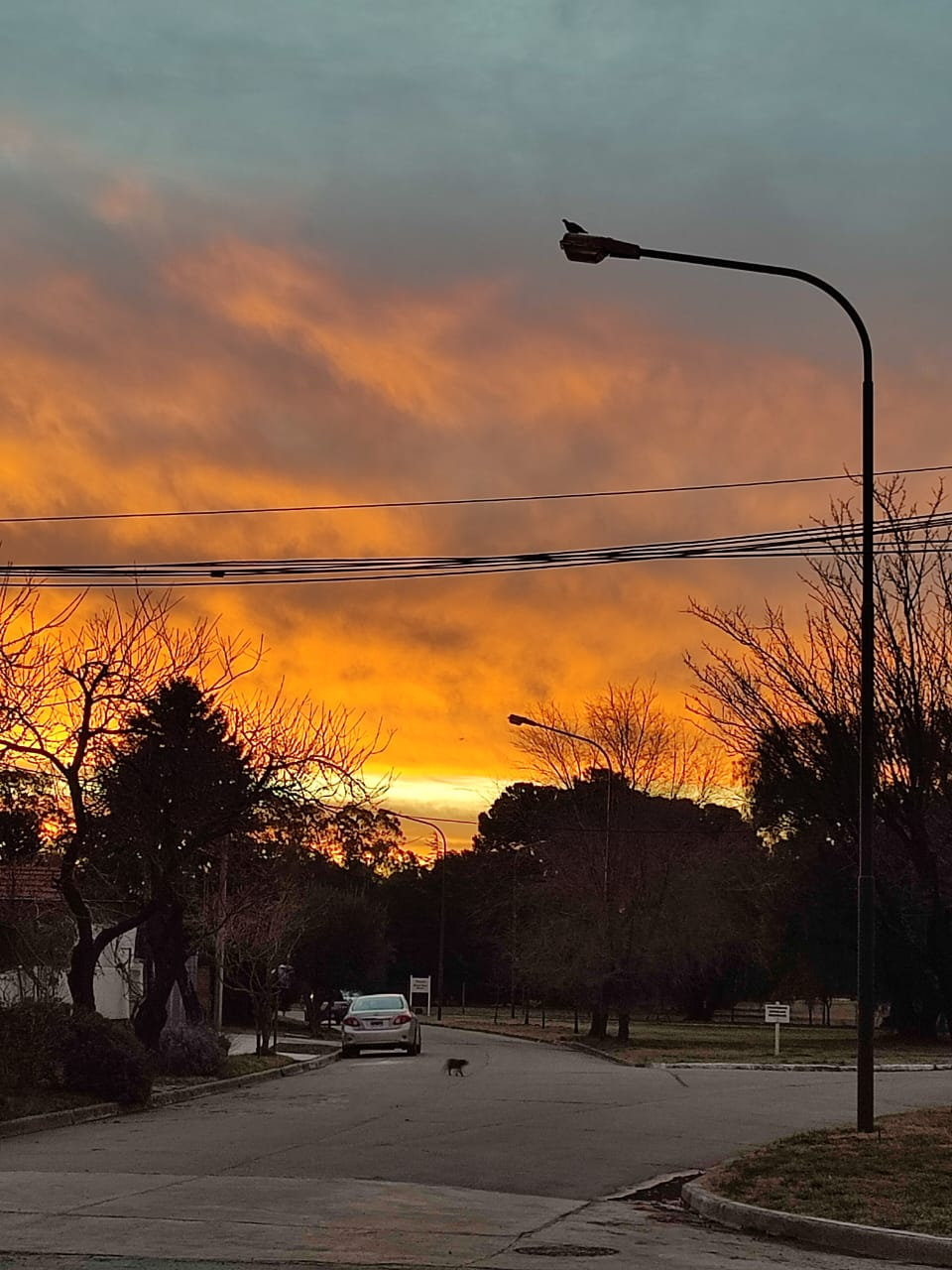
Atardecer en el Barrio Palihue

El barrio Palihue se caracteriza por su urbanización de calles anchas, parquizadas y de traza irregular y zigzagueante —a diferencia del resto de la ciudad, diseñada en forma de damero-, aprovechando su diseñador la lomada del lugar; así como por sus residencias espaciosas y de alto valor inmobiliario. En la parte más elevada del barrio, los Altos del Palihue, se alza también en terrenos vecinos uno de los campus de la Universidad Nacional del Sur, institución dueña asimismo de la mayor parte de las tierras que circundan al barrio, y que le limitan e impiden expandirse. Frente a ellas se han prologado las construcciones del barrio con las mismas miras pero sin las exigencias notariales de la parte baja.
En uno de los accesos al barrio (Casanova) se encuentra la Plaza del Árbol de Guernica, y en ella un retoño del histórico roble, donado por la colectividad vasca bahiense. La plazoleta del centro en cambio, fue diseñada en honor a Domingo Faustino Sarmiento.
En Altos del Palihue se ubica la Plaza Alemania, inaugurada en conmemoración del primer centenario de la Sociedad Escolar Alemana de Bahía Blanca.
En el interior del barrio se encuentra la sede de la comisión vecinal de fomento, un Kindergarten privado, la escuela 39 provincial, un Jardín de Infantes provincial y una delegación policial.